# Трунов, Юрий Вадимович
Юрий Вадимович Трунов (род. 14.01.1938) — заместитель генерального конструктора Научно-производственного центра автоматики и приборостроения им. акад. Н. А. Пилюгина.

## Биография
Родился 14 января 1938 года в деревне Поляна Ленинского района Московской области.
В 1961 году окончил Московское высшее техническое училище имени Н. Э. Баумана. С 1961 года по 1994 и с 1997 по настоящее время работает в НИИ-885 (в настоящее время — ФГУП «Научно-производственный центр автоматики и приборостроения имени академика Н. А. Пилюгина»). В 1971 году одновременно с этим окончил Московский государственный университет имени М. В. Ломоносова.
Разрабатывал системы автоматического управления ракетного вооружения стратегического назначения, системы управления ракет-носителей «Протон» и её последующих модификаций, пилотируемых космических аппаратов семейства «Союз», автоматических космических аппаратов «Венера», «Марс», «Фобос», «Вега» и многих других.
За большие заслуги в создании и проведении испытаний многоразовой ракетно-космической системы «Энергия — Буран» Указом Президента СССР от 30 декабря 1990 года Трунову Юрию Вадимовичу присвоено звание Героя Социалистического Труда с вручением ордена Ленина и золотой медали «Серп и Молот».
В 1994—97 гг. работал в КБ «Салют» — филиале ГКНПЦ им. М. В. Хруничева
С 1998 по 2001 годы — генеральный директор, а с 1998 по 2007 годы — генеральный конструктор ФГУП «НПЦАП имени Н. А. Пилюгина». С 2007 года — заместитель генерального конструктора. Продолжает активную научно-конструкторскую работу. Академик Российской академии космонавтики имени К. Э. Циолковского. Доктор технических наук. Профессор. Автор 196 научных работ и 9 изобретений.
Живёт и работает в Москве.
Награждён орденами Ленина, Трудового Красного Знамени, медалями.